# 富山コンピュータ専門学校
富山コンピュータ専門学校 （とやまコンピュータせんもんがっこう）は、富山県富山市にあった本科2年制の専修学校。設置者は学校法人片山学園。校舎は富山建築・デザイン専門学校と合同であった（3、4階などを使用）。校舎内は2007年2月1日より禁煙となった。2012年4月に富山建築・デザイン専門学校と統合し、富山クリエイティブ専門学校となった。
現校舎は1988年に完成。当時はインテックのビルとして使用されていた。
- 最寄り駅はJR北陸本線・富山駅で、徒歩約5分。

## 設置学科
- ITネットワーク学科（2年制、定員40名）
  - システムコース
  - ビジネスコース

※2008年度には、携帯Webコースおよびインターネットビジネスコースに改組される。
- 情報処理科夜間別科（1年制、定員20名）

## 沿革
出典→
- 1984年、富山市奥田町にて開校。
- 1996年、校舎を移転（富山建築・デザイン専門学校との合同校舎となる）。
- 2012年、富山建築・デザイン専門学校と統合、「富山クリエイティブ専門学校」に改称。

## おもな行事
- 4月：入学式
- 6月：研修旅行（偶数年に関西方面へ、奇数年に東京方面へ向かう）
- 11月：学園祭
- 3月：卒業式

## 周辺の建物
- 富山駅
- 北日本放送
- タワー111
- ボルファートとやま
- オーバードホール